# Итало-хаус
Ита́ло-ха́ус (англ. Italo house), иногда условно фортепианный хаус (англ. Piano house) — поджанр хауса, производный от итало-диско; возник в конце 1980-х годов в Италии.

## Особенности
Итало-хаус характеризуется «мягкими и заманчивыми» мелодиями, фортепианными риффами, и более быстрым темпом, чем у классического хауса. В жанре также используются певческие голоса из диско, как в случае с композицией Black Box «Ride on Time», с голосом Лолитты Холлоуэй из сингла «Love Sensation». Ульф Пошардт определяет итало-хаус как «музыку с хорошим юмором, долженствующую откровенно угождать и приглашать к танцу».

## История
Итало-хаус зародился на приморских курортах Адриатики, в Римини и Риччоне, и обрёл популярность на средиземноморских дискотеках. К концу лета 1989 года он стал самым популярным жанром на крупнейших британских рейвах. Эта популярность среди рейвов породила такие шлягеры, как «Numero uno» от Starlight и «Ride on Time» от Black Box. В сентябре 1989 года «Ride on Time» заняла первое место в Британском хит-параде и удерживала его в течение шести недель.